# ادراشی اد یحیی
ادراشی اد یحیی (مندایی: ࡃࡓࡀࡔࡀ ࡖࡉࡀࡄࡉࡀ) یا دراشا ادیحیی به معنی تعلیمات یحیی کتاب دینی مندائیان منسوب به حضرت یحیی که پس از کنزا ربا بیشترین اهمیت را نزد مندائی‌های ایران و عراق دارد. این کتاب به زبان آرامی است. بخش‌هایی از این کتاب از نظر ادبی با انجیل عبری هماهنگ است. این کتاب زندگی و آموزه‌ها و روحیات یحیای تعمید دهنده و نیز رابطه‌اش با عیسی مسیح را به تصویر می‌کشد. کتاب مزبور بخش‌های متاخری نیز دارد که به پایان زندگی یحیی و اتفاقات پس از آن می‌پردازد که بعدها به متن اصلی ملحق شده‌است. ترجمه‌هایی به انگلیسی و آلمانی از این کتاب انجام شده‌است.